# 庇護五世
聖庇護五世（拉丁語：Sanctus Pius PP. V；1504年1月17日—1572年5月1日）原名安多尼·吉斯萊里 O.P.（Antonio Ghisleri, O.P.），1566年1月7日當選教宗，同年1月17日即位至1572年5月1日為止。克莱孟十世于1672年5月1日将庇护五世宣福；并于40年后由克莱孟十一世列圣品。
圣庇护五世以他在脱利腾公会议中的举措，反宗教改革、整顿天主教会内部的秩序、统一拉丁礼教会礼仪而闻名。其任内，宣布多马斯·阿奎那，O.P.为教会圣师之一。
在教廷对外关系方面，因伊丽莎白一世对英国的天主教徒所施行的迫害与裂教行为，庇护五世宣布了詔書《在至高处统治》，将伊丽莎白處以教会破門律（绝罚）。庇护五世也组织了神圣同盟，以抗击奥斯曼帝国对欧洲的进攻。其后，神圣同盟于勒班陀战役中击溃了奥斯曼海军，终结了奥斯曼帝国在地中海的海上霸权。圣庇护五世将此次胜利归功于圣母玛利亚的代祷与协助，并下令将进教之佑一祷词列入圣母德叙祷文，并钦定10月7日为玫瑰圣母瞻礼。

## 早年生活
庇护五世，也就是安多尼·吉斯萊里（義大利語：Antonio Ghislieri），1504年生于米兰公国波斯科城（现位于意大利）。
吉斯萊里十四岁时進入道明会修道，取会名弥额尔。1528年于热那亚被祝圣为司铎后，往帕维亚任神哲学教授达十六年，同时担任初学导师和其他重要职务。1556年，吉斯萊里被祝圣为主教。第二年，任异端总调查员，同时被擢升为枢机。教宗庇护四世委派他管理蒙德维教区教务。

## 教宗职位
1565年12月，庇护四世逝世，吉斯萊里当选教宗，取“庇护五世”为名。他的基本施政方案是实施脱利腾会议的各项决议案。教宗加冕禮上，各方送来的贺礼，庇护五世全部拨充各医院经费和救济穷人的教会善工。
庇护五世就任教宗后，以大刀阔斧的精神清除教会内各种积弊，第一道通谕是命令各级神职人员应常驻本区，不得擅离职位。除严格维持教会纪律外，对一般教友的道德生活特别重视。罗马饥荒期内，庇护五世把从法国和西西里运来的大批粮食免费散发给贫民。
庇护五世也改订了日课和弥撒经的内容，以期适应教会人士的需要。庇护五世于1570年标准化了弥撒的礼仪，即其后广为人知的使用统一的《罗马弥撒经书（1570）》的弥撒，一直被使用了400年，在 1962 年被教宗圣若望二十三世修订，1970年被教宗圣保禄六世重新修订为止。此外，最完整的《阿奎那全集》（Aquinas' opera omnia），即由庇护五世校订出版。
庇护五世在对教会道德与灵修生活倍加重视的同时，他自己也以身作则勤操刻苦。即使老年多病时，仍然在每年四旬期和将临期内守大斋。他勤于祈祷，日夜与天主交谈。人们说他在天主台前，可谓是有求必应。自修士时代起，勤操刻苦，爱护邻人如亲。
除了实施各项改革外，庇护五世又以全部精力应对两大难题。一是新教势力日渐庞大，二是奥斯曼人在东方虎视眈眈准备席卷欧洲大陆。
庇护五世对待异教徒的政策是恩威兼施，宽猛互济的。除了加强异端调查工作外，还用各种宣传方法向异教徒介绍天主教教义。脱利腾会议推出的《要理全书》在庇护五世任期内起草完毕，付印出版，并译成各国文字。此外，庇护五世还规定：给儿童讲解教理問答，成人付洗前应有充分信仰指導，不可草率行事。
欧洲联军在地中海击溃奥斯曼帝国海军，粉碎了他们的进攻。这场战事对于整个欧洲大陆的教会前途来说，产生了很大影响。从联军踏上征途起，庇护五世就不断念经祈祷，并命令各地信友举行各种公私敬礼，求上主护佑。1571年10月7日，当战事达到最激烈的阶段，罗马信友列队由神庙遗址圣母次级宗座大殿出发，以游行礼仪恭诵《玫瑰经》，呼求圣母玛利亚助佑。据说那时，正在与枢机们召开常规枢密会议的庇护五世，突然站起身来推开窗户向远处眺望，眼睛一动也不动，过了一会才回过头来对枢机们说：“我们大家感谢天主吧！天主保佑我们的军队，打了一场空前的大胜仗。”为了纪念这次圣教会借着《玫瑰经》的功效和圣母玛利亚的大力协助，反败为胜、转危为安，庇护五世特别下令将“进教之佑”祷词列入圣母祷文，并钦定10月7日为玫瑰圣母瞻礼。

## 逝世与列圣品

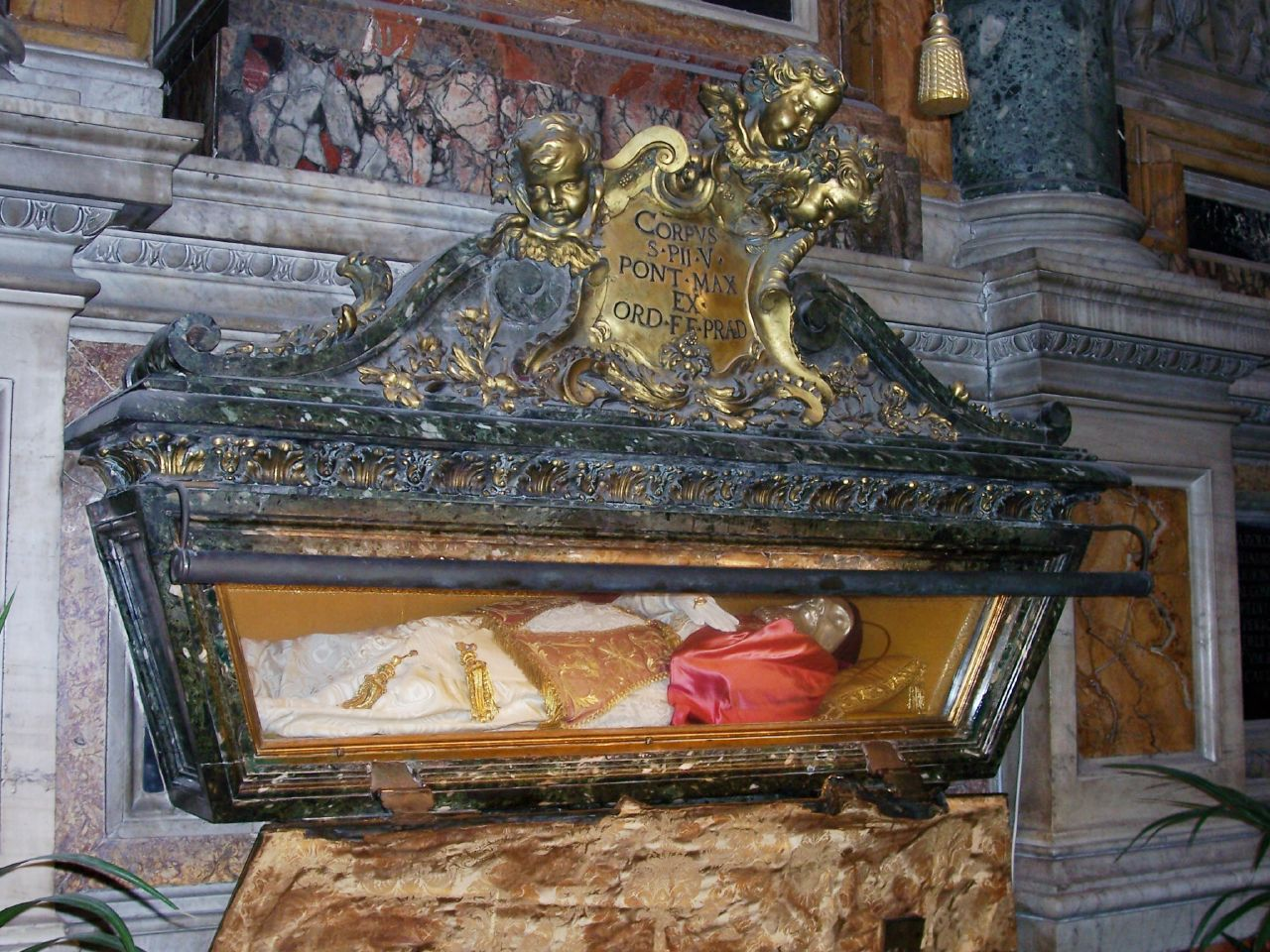
庇護五世之墓

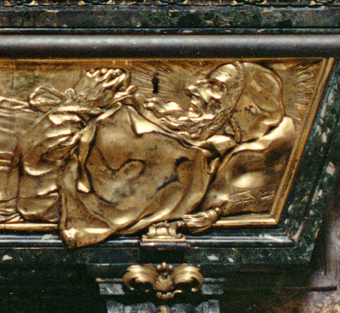
庇护五世肖像，由Pierre Le Gros所作

1572年，庇护五世积劳成疾，于5月1日蒙召回归天父的家，在世六十八岁。
庇护五世于1672年 5 月 1 日由教宗克来孟十世列为真福品，于1712 5 月 22 日年由教宗克莱孟十一世列为圣人。这位圣教宗的遗体安息于罗马城内的雪地圣母宗座特级大殿，453年后的 2025 年，教宗方济各也安息于此大殿。

## 譯名列表
- 碧岳五世：香港天主教教區檔案　歷任教宗作碧岳。
- 庇護五世：天主教香港教區禮儀委員會：禧年專頁 （页面存档备份，存于）、《大英簡明百科知識庫》2005年版[永久]、《世界人名翻譯大辭典》1993年版作庇護。

## 扩展阅读
- St Pius V, by Robin Anderson, TAN Books and Publishers, Inc, 1973/78. ISBN 978-0-89555-354-6